# 劳利亚的鲁杰罗级铁甲舰
劳利亚的鲁杰罗级铁甲舰（義大利語：Classe Ruggiero di Lauria）是19世纪晚期为意大利皇家海军建造的一批铁甲舰。本级三舰：“劳利亚的鲁杰罗”号、“弗朗切斯科·莫罗西尼”号和“安德烈亚·多利亚”号是为早期卡约·杜里奥级铁甲舰的改良版，其最主要的改进是新式后膛炮、更好的装甲防护以及更强力的轮机。这批由朱塞佩·米凯利设计的舰只，标志着对贝纳德通·伯林海军舰只设计理念的短暂偏离。
本级舰只的建造工期异常漫长，待到完工时，世界上第一艘前无畏舰已经开工建造。由于设计落后，本级诸舰在服役生涯内并未有太大动作。入役后，本级舰在现役和后备役之间来回轮换，主要负责进行训练和演习。1901到1911年间，三舰陆续停止服役，“弗朗切斯科·莫罗西尼”号被用作靶船，“劳利亚的鲁杰罗”号被用作浮动油箱，“安德烈亚·多利亚”号则被用作供应船。第一次世界大战时，“安德烈亚·多利亚”号被重新启用入役成为警备舰，战后被用于储油，直到1929年被拆解。“劳利亚的鲁杰罗”号一直到1943年在第二次世界大战中被轰炸机击沉，残骸在1945年被打捞。

## 设计
随着意大利舰队在利萨海战中的失利，自1870年代起，意大利方面开始了一项大规模的海军扩张计划以对抗奥匈帝国海军。这一计划包含卡约·杜里奥级和意大利级两个舰级，均由贝纳德通·伯林设计。但由于高层对伯林的大型铁甲舰设计案逐渐失去兴趣，之后的劳利亚的鲁杰罗级就被交给了朱塞佩·米凯利。海军中将费迪南多·阿克顿反对伯林设计的超大型铁甲舰，因此他命令米凯利设计一艘不超过10,000長噸（10,160公噸）的舰只。米凯利选择将新的设计建立在卡约·杜里奥级的简化版之上，并加入了一些改进。这些改进包括更现代的后膛装弹炮，更强大的推进系统，以及新的更有效的组合装甲。米凯利担任意大利大型军舰总设计师的任期很短，伯林回归后又设计建造了翁贝托国王级铁甲舰，这也是意大利第二代铁甲舰的最后一批。

### 常规特性和轮机

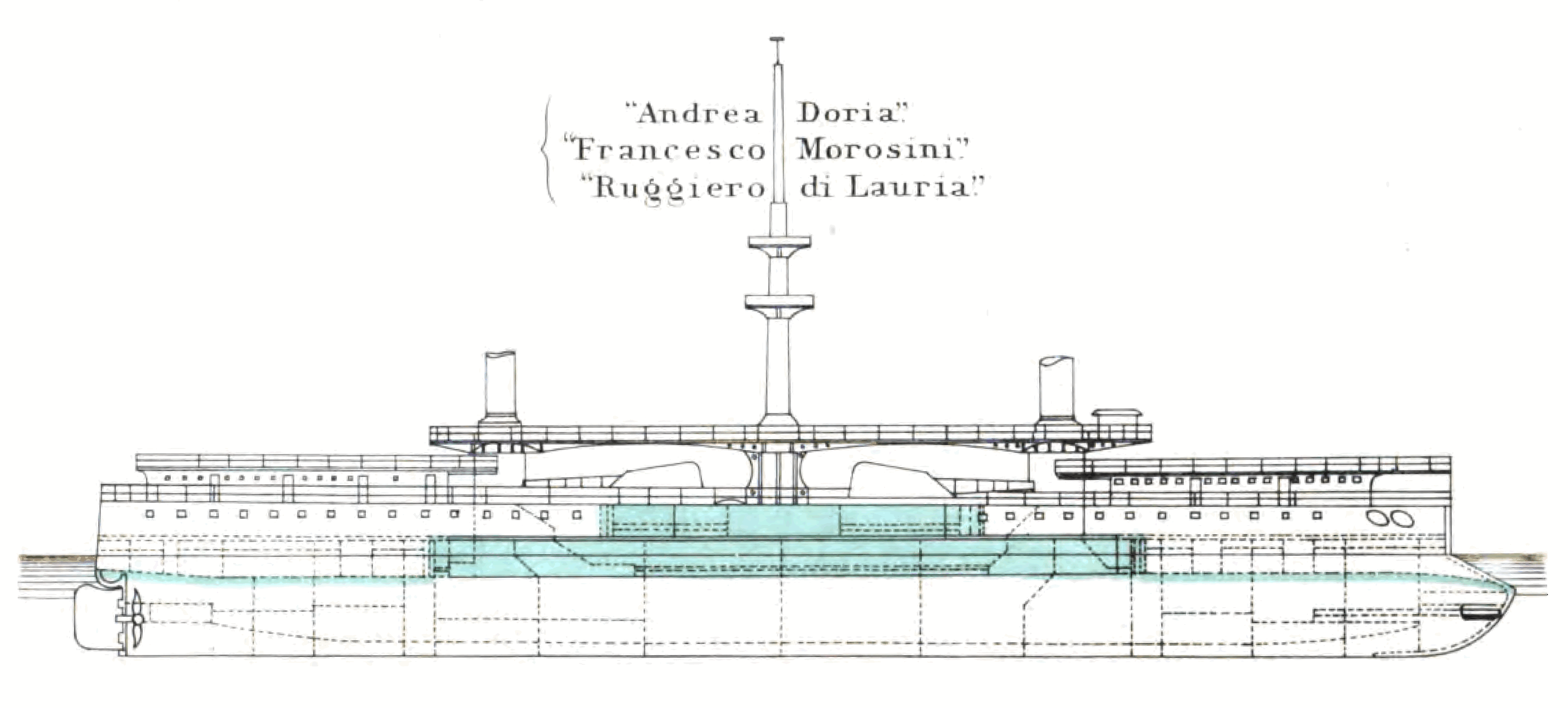
1887年《海军年鉴》上的劳利亚的鲁杰罗级铁甲舰

劳利亚的鲁杰罗级铁甲舰的垂标间距为100（330英尺），全长105.9（347英尺），舷宽，19.84（65英尺1英寸），吃水深度为8.29至8.37（27英尺2英寸至27英尺6英寸），常规载荷下排水量9,886長噸（10,045公噸），而满载状态下排水量多达11,145長噸（11,324公噸）。这些船只安装了一座很高的艏楼，以改善之前卡约·杜里奥级糟糕的航行状况。舰舯部安装了一根带有战斗桅楼的战斗桅，一段上层轻甲板将前后部上层建筑连接起来。上层建筑的两个部分都用来存放几艘较小的船只，每个部分都还有一台大型起重机来处理这些船只。舰上常规配置507到509名官兵。
本舰级的推进系统由两台复式船用蒸汽机组成，每台蒸汽机驱动一具单螺旋桨，蒸汽由8座燃煤圆柱形火管锅炉提供。锅炉排出废气由两根烟囱排出，一根在前部上层建筑，另一根在后部上层建筑。本级诸舰中，航速最快的是“劳利亚的鲁杰罗”号，在10,591匹指示馬力（7,898千瓦特）的输出功率下最高航速达到17節（31每小時；20英里每小時）。“弗朗切斯科·莫罗西尼”号和“安德烈亚·多利亚”号的最高航速约为16節（30每小時；18英里每小時）。本舰级可以以10節（19每小時；12英里每小時）的航速下续航里程为2,800海里（5,200；3,200英里）。

### 武器和装甲
劳利亚的鲁杰罗级装备了4门432（17英寸）27倍径后膛炮，两门一组装在中央炮座上。这些舰炮为1882年式，可以以560每秒（1,837英尺每秒）的炮口初速发射910（2,000英磅）的炮弹。这些舰炮的射击速率十分缓慢，每次射击后都需要8分钟才能完成重新装弹。此外，本舰级还装备有4门120（4.7英寸）32倍径炮和2门152 mm（6英寸）32倍径为副炮。两门152毫米炮，一门在舰首，另一门在舰尾，可以发射包括46（102英磅）穿甲弹在内的各种炮弹，而120毫米炮则发射16（36英磅）炮弹。自1900年开始，舰上的副炮组得到了显著的扩大，增加了两门75（3英寸）炮、10门57（2.2英寸）40倍径大炮、12门37（1.5英寸）炮、5门37毫米转轮炮和两挺机枪。依照当时主力舰的设计惯例，本级舰上还装备有5具356（14英寸）口径鱼雷发射管，可以发射装载有125（276英磅）、射程达600（2,000英尺）的鱼雷。
劳利亚的鲁杰罗级铁甲舰的防护方案由组合装甲构成。本级舰体有一条451（17.75英寸）厚的水线装甲带，装甲区也有同样厚度的铁板进行防护。本级舰有一块76（3英寸）厚的装甲甲板，指挥塔装甲为249（9.8英寸）的钢板，而炮塔则有361（14.2英寸）厚的钢制装甲。

## 建造
这些战舰的建造工期十分漫长。当完工时，英国已经开始建造第一批前无畏舰——皇家主权级战列舰，这使得之前建造的铁甲舰变得落后。此外，技术的进步，尤其是装甲生产技术（从哈维装甲到克虏伯装甲）的进步，也促使本级舰只的迅速淘汰。
| 舰名                         | 建造者               | 开建          | 下水           | 完工          |
| ---------------------------- | -------------------- | ------------- | -------------- | ------------- |
| “劳利亚的鲁杰罗”号 （）      | 斯塔比亚堡皇家造船厂 | 1881年8月3日  | 1884年8月9日   | 1888年2月1日  |
| “弗朗切斯科·莫罗西尼”号 （） | 威尼斯兵工厂         | 1881年12月4日 | 1885年7月30日  | 1889年8月21日 |
| “安德烈亚·多利亚”号 （）     | 拉斯佩齐亚兵工厂     | 1882年1月7日  | 1885年11月21日 | 1891年5月16日 |

## 服役记录

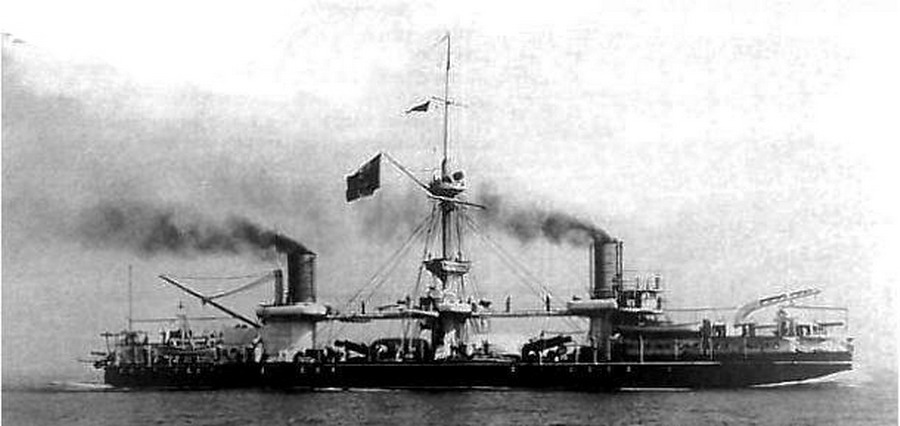
“安德烈亚·多利亚”号于1899年4月18日起航

自入役后的头几年一直到19世纪90年代中期，本级舰只都在现役舰队入役。到1895年，“劳利亚的鲁杰罗”号被调到预备役舰队，而“安德烈亚·多利亚”号和“弗朗切斯科·莫罗西尼”号则留在了现役舰队。之后，“劳利亚的鲁杰罗”号和“安德烈亚·多利亚”号加入现役舰队进行前往英国和德国的大型巡航。1899年，这两舰又同法国和英国舰队一道参加了在卡利亚里为意大利国王翁贝托一世举行的海上阅兵活动。
1905年，这三舰都被转移入预备役舰队并很快就被搁置。1908年，意大利海军决定废弃“劳利亚的鲁杰罗”号和“弗朗切斯科·莫罗西尼”号，而“安德烈亚·多利亚”号则一直服役到1911年。1909年9月，“弗朗切斯科·莫罗西尼”号被作为鱼雷设计实验用的靶船而击沉。“劳利亚的鲁杰罗”号在同一年被改造成一艘浮动油库并更名为“GM45”号，最终在1943年二战期间因空袭而沉没。在1915年5月意大利加入一战前，“安德烈亚·多利亚”号一直都是一艘供应船，之后被派驻布林迪西担任警备舰。一战结束后该舰也被改造成为一艘油船，直至1929年被拆解。

## 脚注

### 引文
1. ↑  张黎源 (2020)，第575頁.
2. 1 2  全国科学技术名词审定委员会 (2019)，第240頁.
3. ↑  全国科学技术名词审定委员会 (2019)，第68頁.
4. 1 2 3 4 5  张恩东 (2018)，第243頁.
5. 1 2  张恩东 (2018)，第239頁.
6. ↑  《英汉舰船科技词汇》编辑组 (1975)，第304頁.
7. ↑  史蒂夫 (2004)，第264頁.
8. ↑  布鲁斯·泰勒 (2021)，第30頁.
9. ↑  《英汉舰船科技词汇》编辑组 (1975)，第577頁.
10. ↑  《英汉舰船科技词汇》编辑组 (1975)，第571頁.
11. ↑  徐钟 (2006)，第813頁.
12. ↑  《英汉舰船科技词汇》编辑组 (1975)，第572頁.
13. ↑  Greene & Massignani (1998)，第394頁.
14. ↑  吴光华 (1998)，第143頁.
15. ↑  Gardiner (1979)，第340-342頁.
16. ↑  王运 (1988)，第85頁.
17. ↑  《英汉舰船科技词汇》编辑组 (1975)，第675頁.
18. ↑  中国科学院编译出版委员会名词室 (1963)，第234頁.
19. ↑  《英汉舰船科技词汇》编辑组 (1975)，第183頁.
20. 1 2 3 4 5 6 7 8 9 10 11 12 13 14 15 16 17 18 19  Gardiner (1979)，第342頁.
21. ↑  Friedman (2011)，第231頁.
22. ↑  Friedman (2011)，第239–240頁.
23. ↑  Friedman (2011)，第347頁.
24. ↑  《英汉舰船科技词汇》编辑组 (1975)，第124頁.
25. ↑  张恩东 (2018)，第71頁.
26. ↑  Sondhaus (2014)，第107–108, 111頁.
27. ↑  Brassey (1896)，第134頁.
28. ↑  The Italian Manoeuvres，第131–132頁.
29. ↑  Neal (1896)，第155頁.
30. ↑  Sondhaus (1994)，第131頁.
31. ↑  Robinson (1899)，第154–155頁.
32. ↑  Brassey (1905)，第45頁.
33. ↑  Brassey (1908)，第31頁.
34. ↑  Gardiner & Gray (1985)，第255–256頁.

## 期刊来源
- Brassey, Thomas A (编). . The Naval Annual (Portsmouth: J. Griffin & Co.). 1896.
- Brassey, Thomas A (编). . The Naval Annual (Portsmouth: J. Griffin & Co.). 1899.
- Brassey, Thomas A (编). . The Naval Annual (Portsmouth: J. Griffin & Co.). 1905: 40–57. OCLC 937691500.
- Brassey, Thomas A (编). . The Naval Annual (Portsmouth: J. Griffin & Co.). 1908.
- . Notes on Naval Progress (Washington, DC: Office of Naval Intelligence). 1897: 131–140.
- Robinson, Charles N. (编). . The Navy and Army Illustrated (London: Hudson & Kearns). 1899, VIII (118): 154–155.
- Ordovini, Aldo F.; Petronio, Fulvio & Sullivan, David M. . Warship International. 2015, LII (4): 326–349. ISSN 0043-0374.

## 扩展阅读
- Fraccaroli, Aldo. . London: Ian Allan. 1970. ISBN 978-0-7110-0105-3.